# A Puritan Episode
A Puritan Episode è un cortometraggio muto del 1913. Il nome del regista non viene riportato nei credit del film che, probabilmente, è il debutto sullo schermo di Fay Tincher, un'attrice che proveniva dal vaudeville.

## Produzione
Prodotto dalla Eclair American.

## Distribuzione
Il film - un cortometraggio in due bobine - uscì nelle sale cinematografiche statunitensi il 24 settembre 1913, distribuito dall'Universal Film Manufacturing Company.